# Internet in Japan
Den Ursprung des Internets in Japan bildete ein Kommunikationsnetzwerk zwischen Universitäten. Die Top-Level-Domain von Japan ist .jp.
Mit dem Aufkommen des Internets in den USA wurden im Laufe der Zeit weitere Netzwerke in weiteren Teilen der Welt errichtet. Somit entstand 1984 in Japan das JUNET (Japan Unix Network). Dies war das erste Netzwerk Japans, welches die Universität Tokio, die Keiō-Universität und das Tokyo Institute of Technology miteinander verband. Diesem Netzwerk traten mehr als 600 japanische Universitäten bei, bis es schließlich als überholt galt und Mitte der 1990er Jahre abgeschaltet wurde. Das überholte JUNET wurde durch das schon kommerziell verfügbare Internet ersetzt.
Am Anfang des privat Internetgebrauchs waren die Nutzerzahlen aufgrund eines geringen Angebots an japanischen Internetseiten niedrig, jedoch wuchsen seither die Nutzerzahlen jedes Jahr an. Im Jahre 2016 nutzten mehr als 91 % der japanischen Bevölkerung das Internet.
Durch die hohen Nutzerzahlen und Aktivitäten der Japaner im Internet hat sich in Japan wie in anderen Teilen der Welt auch eine einzigartige Netzkultur entwickelt.
Das Internet in Japan gilt heute als eines der am wenigsten durch den Staat zensierten und kontrollierten Netzwerke weltweit.

## Geschichte
Den Beginn machte der Bau eines Computernetzwerkes an der Keiō-Universität im Jahre 1982. Das als Vorreiter des Internets bezeichnete WIDE-Project begann mit der Gründung der WIDE Research Group im Jahre 1984, als sich mehrere Universitäten in Japan miteinander verbunden.
Die Entwicklung des Internets in Japan warf jedoch mehrfach Probleme auf. Zum einen hinderten streng geregelte Gesetze die Entwicklung des Internets, zum anderen kamen anfangs große Probleme mit der Implementierung der Kanjis (von Japan verwendete chinesische Schriftzeichen) in die Computer auf.
Die Verbindung zwischen den Universitäten Japans wurde mit JUNET (Japan University NETwork) abgekürzt. Im Laufe der Zeit wurden weitere japanische Universitäten Teil des Netzwerkes JUNET.
Zweck des JUNET war es, eine Forschungsgrundlage der Netzwerkforschung zu schaffen. Der Fokus der Forschung lag dabei auf Kommunikationstechnologien und der Implementierung der japanischen Schriftzeichen als 16-bit Kanji codes.
1986 wurde das JUNET mit dem CSNET (Computer Science Network) in den USA verbunden, welches die erste internationale Verbindung mit einem japanischen Netzwerk bildete.
Die erste kommerziell verfügbare Internetverbindung wurde 1993, unter dem Namen Internet Initiative Japan (IIJ), in Betrieb genommen. Infolgedessen rückten weitere kleine Anbieter nach.  Da Nutzerzahlen immer weiter stiegen, bauten Internetanbieter ihre Netze weiter aus. Auch in Japan entwickelte sich das Netzwerk nach bestehenden Bevölkerungsstrukturen. Stark bevölkerte Wirtschaftszentren waren Ausgangspunkt der kommerziellen Verbreitung. Des Weiteren war eine hohe Anzahl an Neugründungen von Internet-Unternehmen in bestimmten Regionen innerhalb Tokios zu beobachten.

## Nutzung des Internets
| Alter        | Benutzung % |
| ------------ | ----------- |
| Durchschnitt | 82,8        |
| 6–12         | 73,3        |
| 13–19        | 97,9        |
| 20–29        | 98,5        |
| 30–39        | 97,4        |
| 40–49        | 96,6        |
| 50–59        | 91,4        |
| 60–64        | 76,6        |
| 65–69        | 68,9        |
| 70–79        | 48,9        |
| 80-          | 22,3        |

### Daten über die Internetnutzung in Japan im Jahr 2016
- 115.111.595 Menschen, die das Internet benutzten[6]
- 126.323.715 Menschen leben in Japan[6]
- 91,1 % der japanischen Bevölkerung entsprechend benutzten das Internet[6]
- Trotz des Schrumpfens der Population seit 2010 erhöhte sich die Anzahl der Nutzer jährlich.[6]

## Regulierungen des Internets
Ähnlich dem Recht auf Vergessenwerden der Europäischen Union ist es in Japan vereinzelt erlaubt, dass sich Individuen vor Gericht über ihre im Internet vorhandenen Informationen über vergangene Taten äußern dürfen und eine Chance auf Löschung ebendieser Daten haben. Unter anderem handelt es sich bei diesen Taten um schwerwiegende Verbrechen. Das Recht auf Vergessenwerden ist in Japan bisher nicht im Gesetz verankert. Somit hat nicht jeder das Recht darauf seine persönlichen Daten aus dem Internet zu entfernen.
Des Weiteren veranlasste 2014 ein japanisches Gerichtsurteil, dass Facebook die IP-Adressen von Falschkonten freigibt, die Bilder hochladen, die ohne Konsens aufgenommen wurden und als Racheporno erachtet werden können.
Mit der Einführung der "My Number"-Karte 2016 bekamen die Bürger Japans die Möglichkeit, jedmögliche Information über ihre Steuern und zustehenden Sozialleistungen im Internet zu erhalten. Die Distribution der Karten verläuft schleppend. 2017 wurden bisher nur 9,83 Millionen der "My Number"-Karten verteilt.

## Infrastruktur
Um in Japan eine private Internetverbindung herstellen zu können, sind Verträge mit zwei Arten von Providern notwendig.
Es muss ein Vertrag mit einem Netzwerkinhaber geschlossen sein. Des Weiteren muss ein Vertrag mit einem Internet Service Provider abgeschlossen sein. Einige Internetprovider bieten jedoch beide Vertragsarten an. 

### Anschluss an das Netzwerk
Der erste Provider ermöglicht die physische Versorgung des Internets. Man hat die Auswahl zwischen zwei verschiedenen Arten für den Anschluss an das Internet. Den Anschluss mit ADSL, dem am weitesten verbreiteten Anschluss an das Netzwerk weltweit oder die Option des „Hikari-Fiber“, (japanisch 光 hikari, deutsch ‚Licht‘), welches eine schnellere Verbindung mit dem Internet verspricht, als mit ADSL. Japan besetzt im weltweiten Vergleich den vierten Platz bei der durchschnittlichen Internetgeschwindigkeit. Dabei gibt es Unterschiede zwischen den Internetgeschwindigkeiten in Städten wie Tokio und den ländlichen Gebieten Japans. In Tokio werden seit 2013 Breitbandverbindungen mit 2Gbs Download- und 1Gbs Uploadgeschwindigkeit für einen Preis von ca. 51 $ angeboten. Jedoch ist auch eine schnelle Internetversorgung in ländlichen Gebieten möglich, die durch den Satelliten KIZUNA ermöglicht wird. Dieser ermöglicht den Empfang von Internet mit Geschwindigkeiten von bis zu 1,2Gbs. Für den Empfang des Satelliteninternets ist die Installation einer Satellitenantenne daheim notwendig. Bei der Installation einer Antenne mit ca. 45cm-Durchmesser können Downloadgeschwindigkeiten von 155Mbps und Uploadgeschwindigkeiten von 6Mbps erreicht werden. Bei der Installation einer 5m-Durchmesser Antenne kann die maximale Internetgeschwindigkeit von 1,2Gbs erreicht werden.

### Digitaler Zugang
Der zweite Provider (auch Internet Service Provider, ISP genannt) versorgt das Haus mit dem digitalen Zugang zum Internet. Einige Unternehmen bieten jedoch, je nach Region, auch beides an.
Eine Liste japanischer Internet Service Provider ist auf der Webseite von isp.today einsehbar.

## Zensur
Japan zählt zu den Ländern, die ihren Bürgern die allgemeine Freiheit gewähren und die völlig frei von zensierten Inhalten sind. Dazu zählen auch die für die Japaner verfügbaren Inhalte im Internet. Japan liegt im weltweiten Vergleich von Internetfreiheit und Zensur auf Platz 7.
Ausnahme hier bildet die Selbstzensur Japans. Journalisten werden in ihrer Arbeit über die Berichterstattung Fukushimas beschränkt. Zu beachten ist jedoch, dass sich diese Zensur nicht auf andere Bereiche ausweitet. Somit sind die Bürger Japans in der Benutzung des Internets nicht eingeschränkt.